# 海瀬駅
海瀬駅（かいぜえき）は、長野県南佐久郡佐久穂町大字海瀬にある、東日本旅客鉄道（JR東日本）小海線の駅である。

## 歴史
- 1919年（大正8年）3月11日：佐久鉄道羽黒下駅 - 小海駅間の開通と同時に、海瀬停留所として開業[1]。旅客営業のみ。
- 1934年（昭和9年）9月1日：佐久鉄道を国有化し、鉄道省小海北線（→小海線）に編入[2]。海瀬駅となる[3]。ただし、当駅からは線内各駅および信越本線小諸・上田・長野駅への旅客のみ取り扱い（旅客駅[3]） 。
- 1935年（昭和10年）11月29日：小海線の全通に伴い[4]、旅客を取り扱う区間に中央本線小淵沢・上諏訪・岡谷の各駅を追加[5]。
- 1954年（昭和29年）12月1日：旅客の取り扱い区間の制限を解除[6]。
- 1987年（昭和62年）4月1日：国鉄分割民営化により、JR東日本の駅となる[7]。

## 駅構造
単式ホーム1面1線を有する地上駅である。
無人駅であるが、待合室が設置されている。

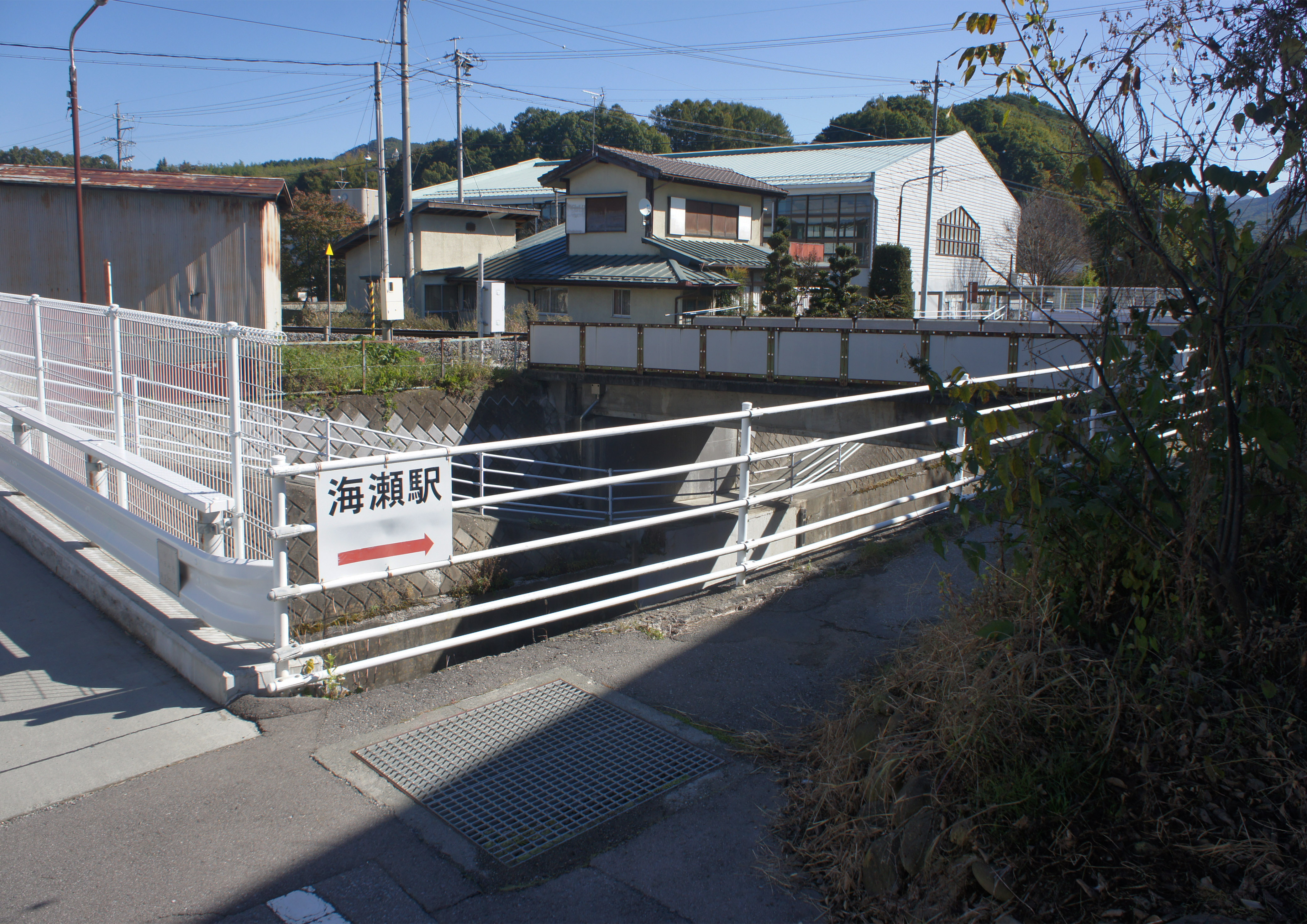
駅出入口（2021年10月）
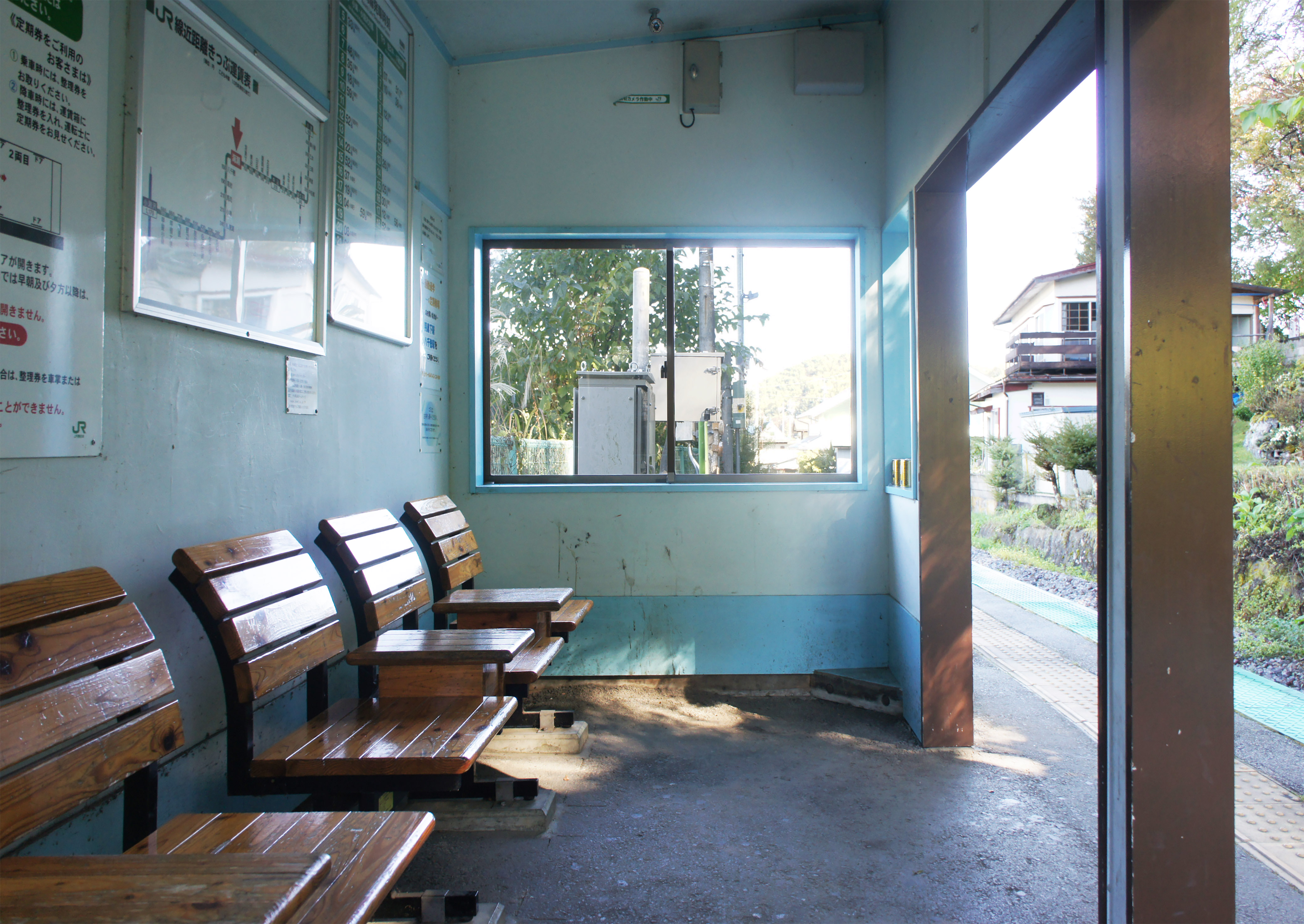
待合室（2021年10月）

## 利用状況
2007年度（平成19年度）、2009年度（平成21年度）- 2011年度（平成23年度）の1日平均乗車人員の推移は以下のとおりであった。
| 乗車人員推移       | 乗車人員推移     | 乗車人員推移 |
| 年度               | 1日平均 乗車人員 | 出典         |
| ------------------ | ---------------- | ------------ |
| 2007年（平成19年） | 164              | [ 1 ]        |
| 2009年（平成21年） | 149              | [ 1 ]        |
| 2010年（平成22年） | 137              | [ 9 ]        |
| 2011年（平成23年） | 137              | [ 10 ]       |

## 駅周辺
ホームのすぐ南では、東京電力海瀬発電所の水圧管路が線路の上を通過する。
- 国道299号
- 佐久穂小学校・佐久穂中学校 - 中高一貫校（佐久穂町内で学校の統廃合を行い、2015年〈平成27年〉4月1日に開校）
- 四ッ谷簡易郵便局
- 東京電力海瀬発電所
- 佐久穂町役場佐久庁舎[1]
- 佐久穂町立千曲病院[1]
- 佐久穂町図書館[1]

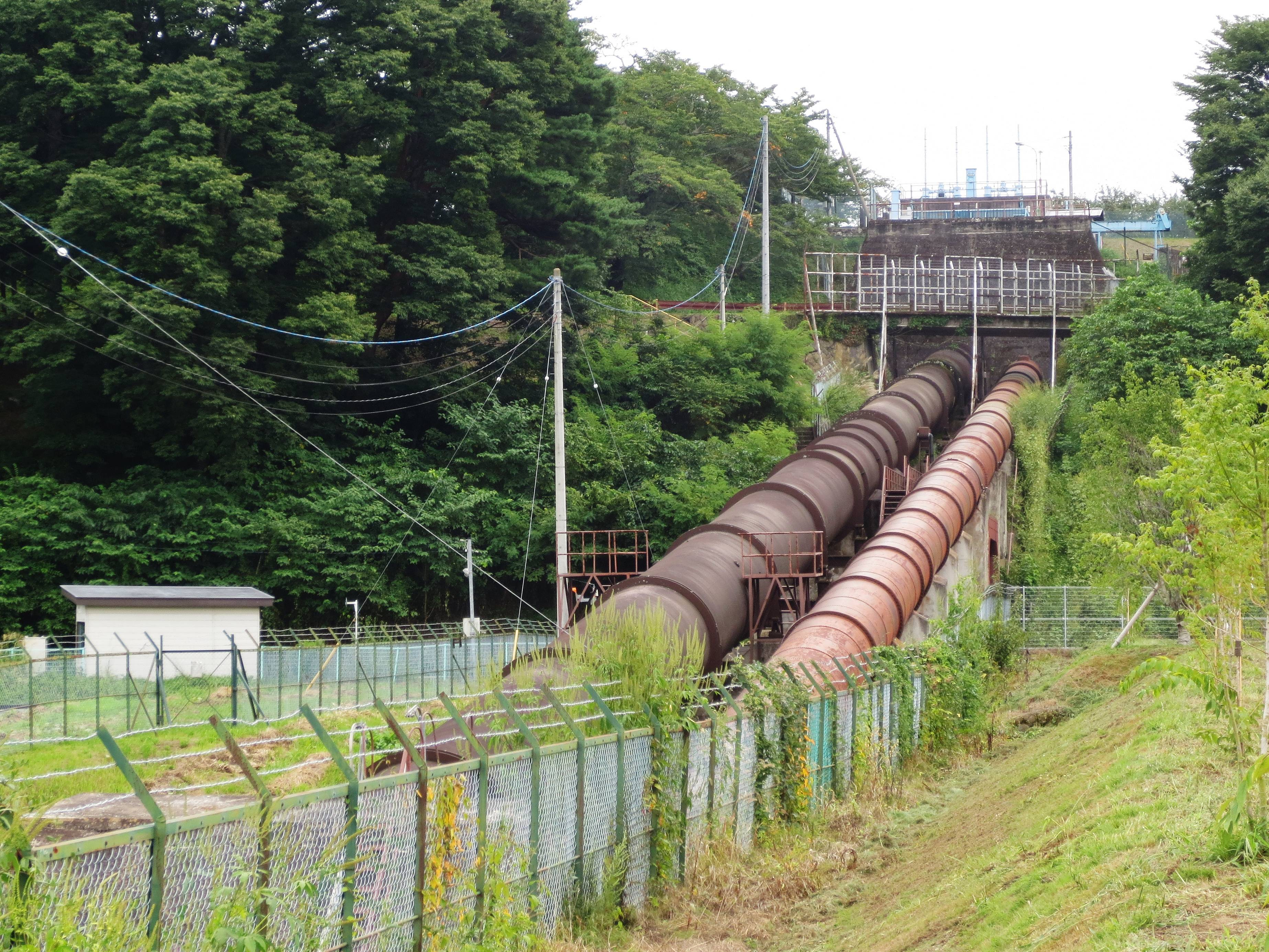
駅構外より
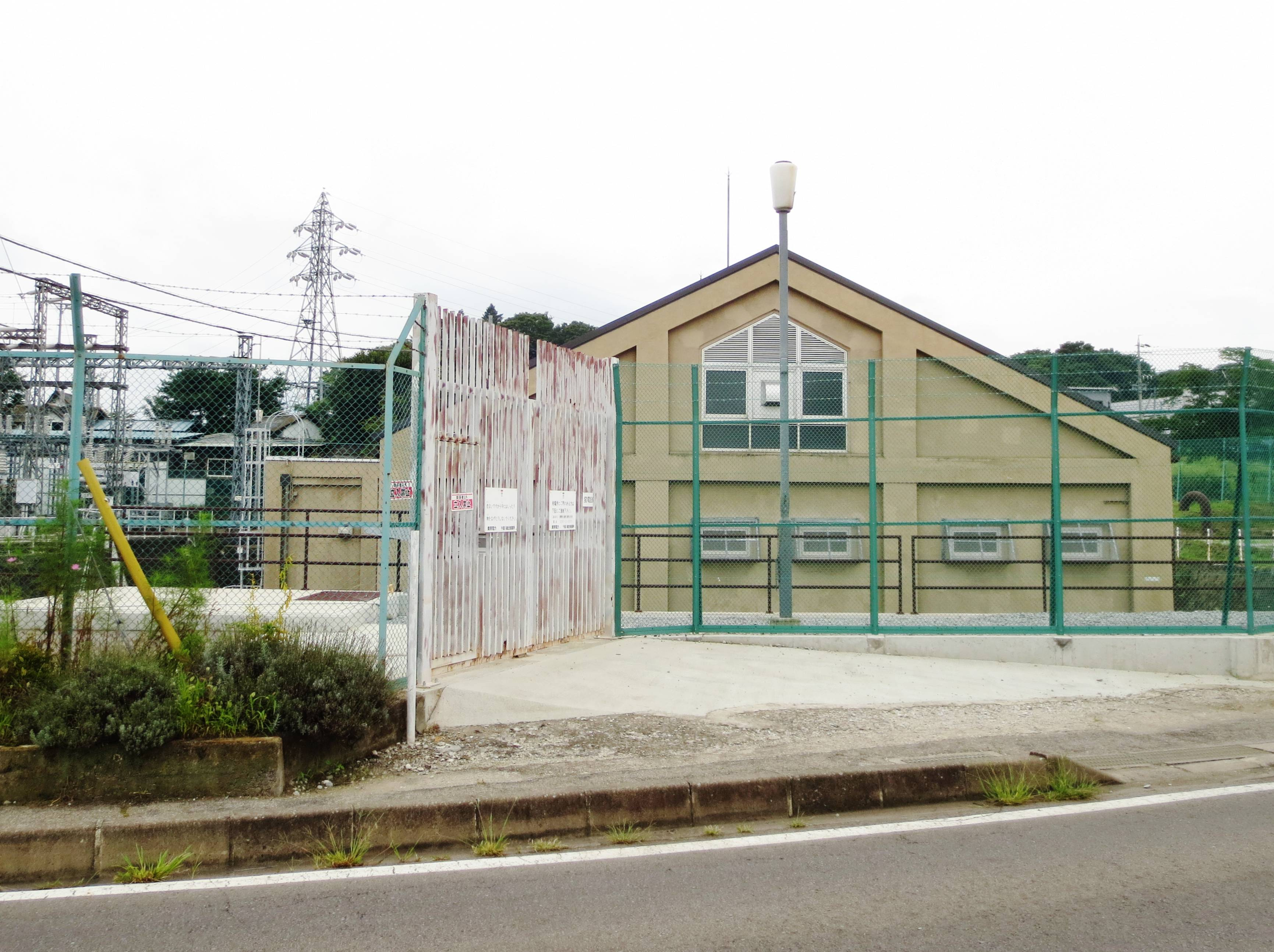
海瀬発電所
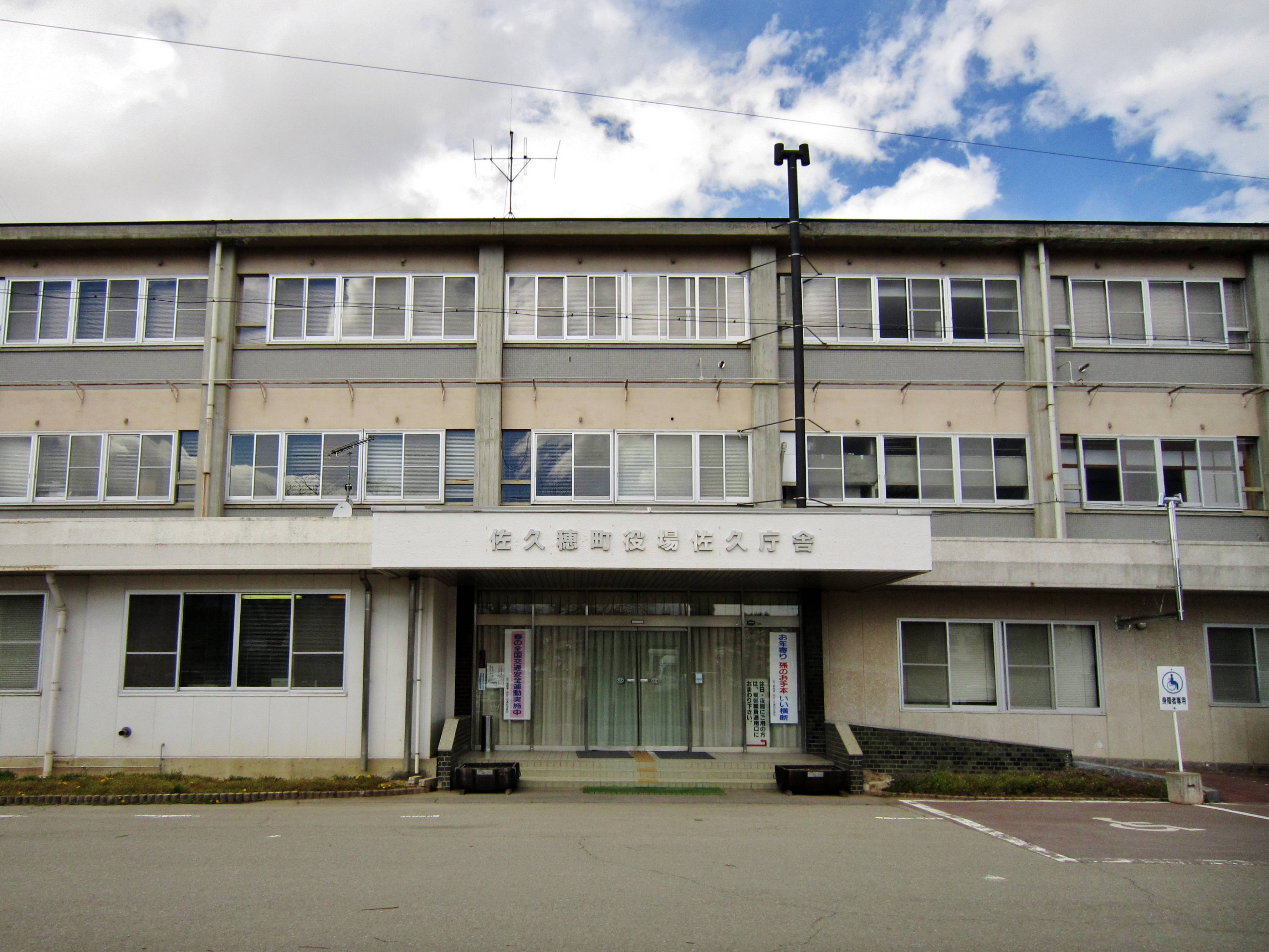
佐久穂町役場

## 日本一海から遠い駅
JR東日本長野支社小海線営業所（現・小海線統括センター）が沿線に名所を誕生させるため、長野県公共嘱託登記土地家屋調査士協会に調査を依頼したところ、日本で海から一番遠い地点から約6 kmの場所にある当駅は、新潟県糸魚川市の海岸線から112.77 kmの地点にあり、2番目の群馬県の上信電鉄上信線南蛇井駅（神奈川県小田原市の海岸から112.05 km）と約700 m差で日本一海岸から離れていることが判明した。
当駅にはJR東日本長野支社小海線営業所の職員による「日本一海から遠い駅」「112.772 km」の看板が設置されている。

## 隣の駅
東日本旅客鉄道（JR東日本）
■小海線
八千穂駅 - 海瀬駅 - 羽黒下駅